# Maurizio Marini
Maurizio Marini (Loreto, 22 ottobre 1912 – 1988) è stato un calciatore e dirigente sportivo italiano, di ruolo centrocampista.
Lasciata la carriera di giocatore, fu anche magistrato.

## Carriera

### Giocatore
Giocò come centrocampista nella seconda squadra della Lazio con le funzioni di capitano.
Passò nella prima squadra della Lazio nella stagione 1932-33, disputando due partite.
Anche nel 1933-34 fu nella rosa della prima squadra, giocando però una sola gara. Giocò poi col Civitavecchia e nelle riserve della Roma.
Studente in giurisprudenza, si laureò e vinse il concorso di magistratura, lasciando il suo impiego di giocatore di calcio.

### Dirigente sportivo
Proseguì la carriera di magistrato soprattutto a Pesaro, dove continuò a frequentare l'ambiente calcistico, diventando anche presidente della locale squadra, la Vis Pesaro. Rimase celebre la natura vulcanica che, lui compassato pretore, arrivava a esprimeva sul campo come dirigente sportivo: in un caso, nel marzo 1947, arrivò perfino a colpire con un'ombrellata l'arbitro che dirigeva l'incontro tra la Vis Pesaro e il Rimini.

## Dopo il ritiro
Fu anche un apprezzato scrittore di articoli di geografia collaborando con la rivista L'Universo, edita dall'Istituto geografico militare.